# Streptococcus viridans
Streptococcus viridans су велика група комензалних стрептокока, грам-позитивних бактеријских врста које су α-хемолитичке и производе зелену боју на плочама крвног агара (отуда и назив „вириданс“, од латинског „vĭrĭdis“, зелен), иако су неке врсте у овој групи заправо γ-хемолитичке, што значи да не производе никакве промене на крвном агару. 

## Патологија
Ови организми су најзаступљенији у устима, а један члан групе, S. mutans, је узрок зубног каријеса у већини случајева и популација. S. sanguinis је такође још један потенцијални узрочник. Други могу бити укључени у друге инфекције уста или десни као што је перикоронитис. Ако уђу у крвоток, имају потенцијал да изазову ендокардитис, посебно код особа са оштећеним срчаним залисцима. Они су најчешћи узрочници субакутног бактеријског ендокардитиса. 